# Kathedraal van de Ontslapenis van de Moeder Gods (Vilnius)
De Kathedraal van de Ontslapenis van de Moeder Gods in Vilnius is de belangrijkste orthodoxe kerk van Litouwen.

## Geschiedenis

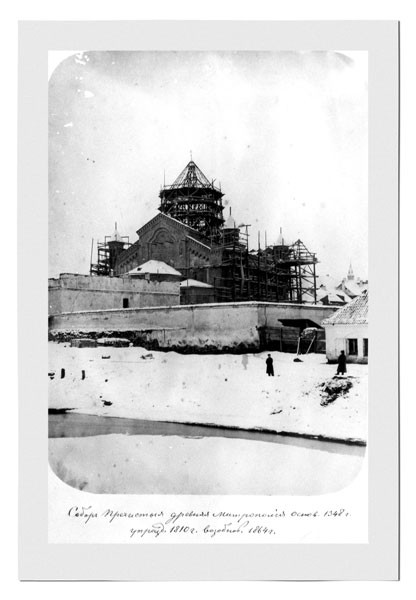
Afbeelding van de 19e-eeuwse reconstructie van de kathedraal

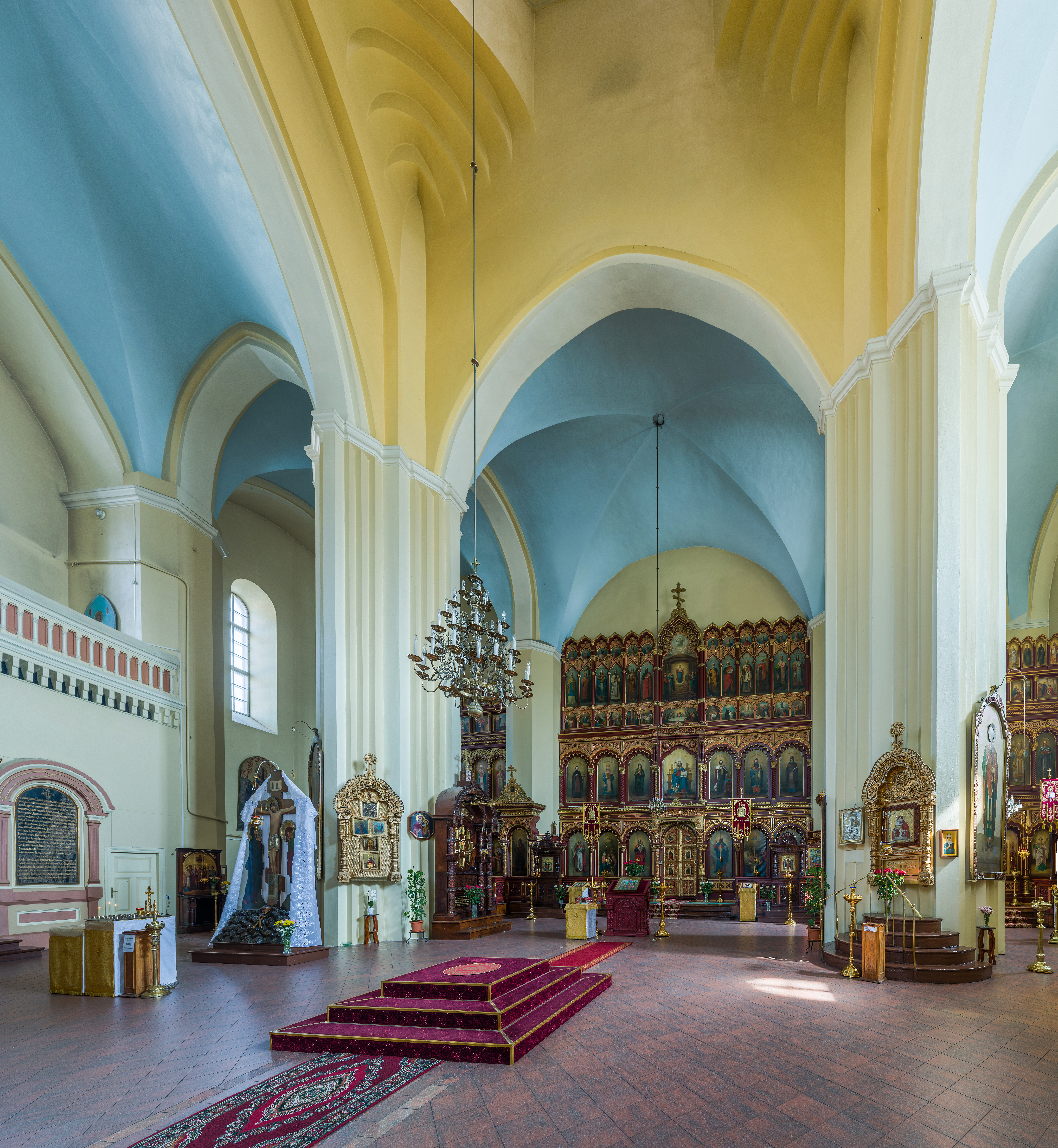
Interieur

De kathedraal werd gebouwd tijdens het bewind van de grootvorst Algirdas voor zijn orthodoxe echtgenote Maria van Vitebsk in 1346. Het betreft een van de oudste kerken in de stad en werd nog voor de kerstening van Litouwen gebouwd, toen het groothertogdom nog de laatste heidense staat in Europa was.
De kerk werd een belangrijk spiritueel centrum voor de groeiende christelijke bevolking van het hertogdom. In 1495 werd het huwelijk tussen groothertog Alexander van Litouwen en Helena van Moskou, dochter van Ivan III, gesloten in de kathedraal in de aanwezigheid van de heilige Macarius van Moskou. In 1513 werd Helena er begraven.
Na de bekering van Litouwen tot het Rooms-katholicisme werd de kathedraal beschermd door de prinsen Konstanty Ostrogski en Konstanty Wasyl Ostrogski, die de koepel van de kerk lieten herstellen na de ineenstorting in 1506. Na hun dood werd de kathedraal in 1609 overgenomen door de Grieks-katholieke kerk en herbouwd in een stijl die typisch was voor de streek.
Na een grote brand in 1748 werd de kathedraal niet meer gebruikt voor de eredienst. Het gebouw kreeg diverse bestemmingen, totdat er in 1758 een herbouw plaatsvond in de barokke stijl. Tijdens de Kościuszko-opstand werd de kerk verwoest door het Russische leger. In 1808 verkocht een prelaat het verwaarloosde gebouw aan de Universiteit van Vilnius, die het gebouw in 1822 grondig liet moderniseren in neoclassicistische stijl. Vervolgens kreeg het gebouw gedurende een halve eeuw universitaire bestemmingen als anatomisch theater en bibliotheek.
Het huidige aanzien van de kerk is te danken aan de architect Nikolaj Tsjagin, die het gebouw in de jaren 1865-1869 in de stijl van de middeleeuwse Georgische kerkenarchitectuur reconstrueerde nadat de kerk op initiatief van graaf Michail Nikolajevitsj Moeravyov was toegewezen aan de Russisch-orthodoxe Kerk.
De latere patriarch van Moskou en heel Rusland, Tichon van Moskou, bestuurde als aartsbisschop van Litouwen tussen 1913 en 1915. Bij de bezetting van het land door Duitse troepen in de Eerste Wereldoorlog in Litouwen trok een groot deel van de geestelijkheid zich samen met het Russische leger terug uit het land. In de Tweede Wereldoorlog werd de kerk beschadigd maar hersteld in 1948, al duurden de renovatiewerken nog  tot 1957.
Tegenwoordig behoort de kathedraal nog steeds tot de Russisch-orthodoxe Kerk. Het gebouw werd opnieuw gerenoveerd in 1998. De diensten worden voornamelijk bijgewoond door Russische en Wit-Russische inwoners van Vilnius.